# Cañada del Sauce
Der Cañada del Sauce ist ein im Osten Uruguays gelegener kleiner Flusslauf.
Der zum Einzugsgebiet der Laguna Merín zählende Cañada del Sauce entspringt auf dem Gebiet des Departamento Cerro Largo. Im Zentrum dieses Departamentos verläuft er in nördlicher bis nordöstlicher Richtung. Er mündet als rechtsseitiger Nebenfluss einige Kilometer südwestlich der Stadt Melo in den Río Tacuarí.